# Brad Moran
Brad Moran (* 20. März 1979 in Abbotsford, British Columbia) ist ein ehemaliger kanadischer Eishockeyspieler, der im Verlauf seiner aktiven Karriere zwischen 1995 und 2017 unter anderem über 600 Spiele in der American Hockey League (AHL) auf der Position des Centers bestritten hat. Darüber hinaus absolvierte Moran acht Spiele für die Columbus Blue Jackets und Vancouver Canucks in der National Hockey League (NHL).

## Karriere
Moran begann seine Karriere in der Saison 1995/96 bei den Calgary Hitmen in der Western Hockey League (WHL) und stand dort fünf Spielzeiten auf dem Eis, zuletzt sogar als Mannschaftskapitän. Mit den Hitmen gewann er in der Spielzeit 1998/99 den Ed Chynoweth Cup und erhielt in der darauffolgenden Spielzeit die Bob Clarke Trophy für den Spieler mit den meisten Scorerpunkten sowie die Auszeichnung als Spieler des Jahres. Zudem wurde er in zahlreiche Auswahlteams der WHL und auch der gesamten Canadian Hockey League berufen.

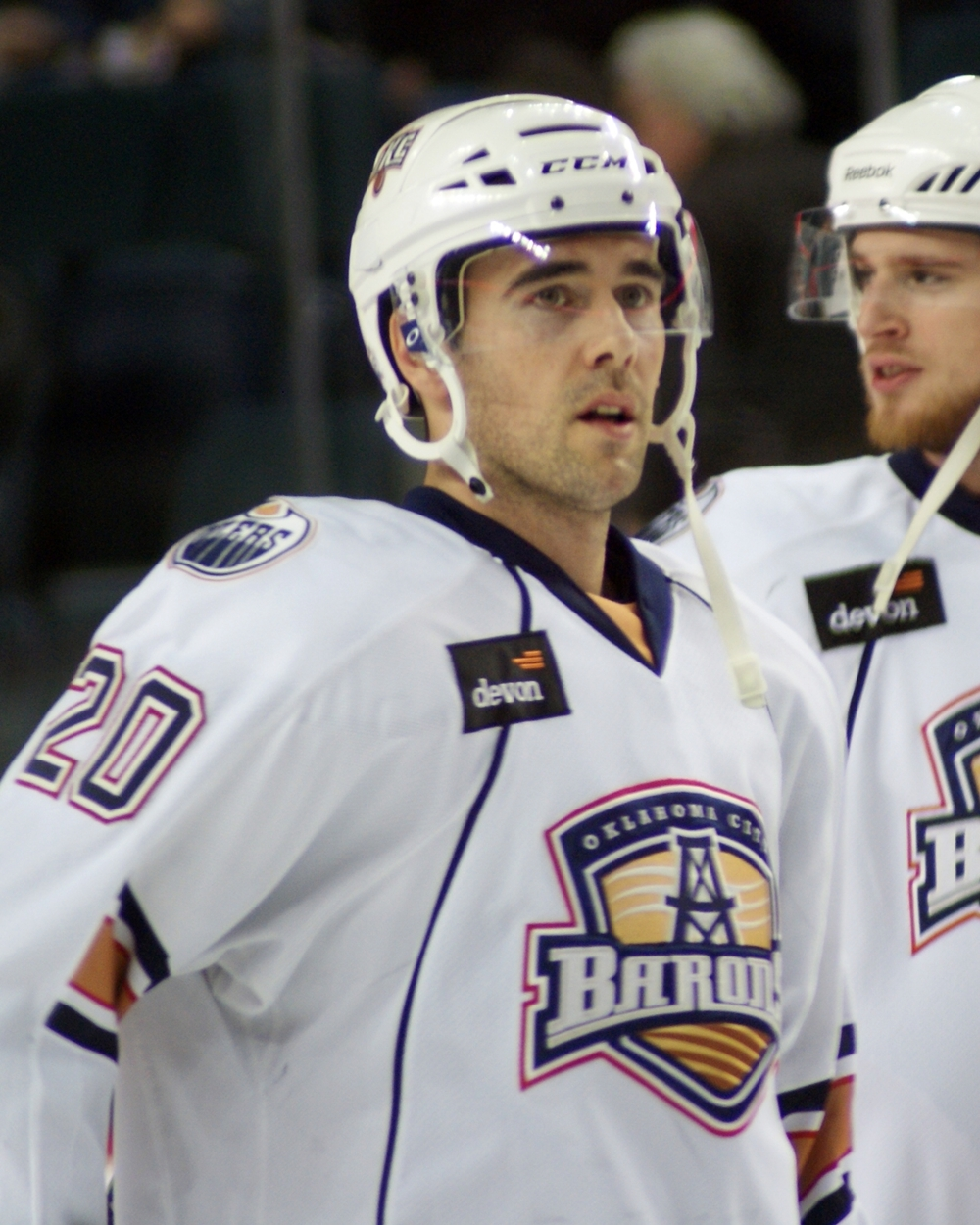
Moran im Trikot der Oklahoma City Barons (2011)

Im Sommer 2000 nahmen ihn die Columbus Blue Jackets aus der National Hockey League (NHL) unter Vertrag, wo er aber fast ausschließlich im damaligen Farmteam, den Syracuse Crunch, in der American Hockey League (AHL) eingesetzt wurde und somit in sieben Jahren nur fünf Einsätze für Columbus in der NHL absolvierte. Zur Saison 2005/06 entschied sich Moran erstmals für einen Wechsel nach Europa und schloss sich den SCL Tigers aus der Schweizer Nationalliga A (NLA) an, wo er am Ende der Saison nach einer Verletzungspause kurzzeitig an die EHC Visp in die zweitklassige Nationalliga B (NLB) ausgeliehen wurde. Den Spengler Cup 2005 absolvierte Moran als Gastspieler der Eisbären Berlin.
Nach einem Jahr in der Schweiz wurde der Kanadier im Sommer 2006 als Free Agent von den Vancouver Canucks aus der NHL verpflichtet, bestritt aber die komplette Spielzeit 2006/07 bei deren AHL-Kooperationspartner Manitoba Moose. Im Vorfeld der Saison 2007/08 gaben die Hamburg Freezers aus der Deutschen Eishockey Liga (DEL) die Verpflichtung Morans bekannt, der ursprünglich bereits im Jahr zuvor nach Hamburg kommen sollte, aber kurz vor Ablauf einer vereinbarten Ausstiegsklausel zu den Canucks gewechselt war. Der Transfer kam jedoch erneut nicht zustande, da der Stürmer unmittelbar vor Saisonbeginn abermals ein Vertragsangebot aus Vancouver annahm, in dessen Rahmen ihm die Chance auf Einsätze in der NHL in Aussicht gestellt wurde. Nach drei Partien für Vancouver wurde Moran erneut zum Farmteam nach Manitoba abgegeben, wo er den Rest der Spielzeit 2007/08 verbrachte.
Anschließend wechselte der Linksschütze abermals nach Europa und spielte ab der Saison 2008/09 zwei Jahre lang in der schwedischen Elitserien beim Skellefteå AIK. Nach einer kurzen Zwischenstation bei den Oklahoma City Barons aus der AHL in der Saison 2010/11 ging Moran erneut nach Schweden und stand ab der Spielzeit 2011/12 für die Växjö Lakers auf dem Eis. Während der Saison 2012/13 wurde er zunächst zum finnischen Klub Saimaan Pallo in die SM-Liiga transferiert, ehe ihn im April 2013 der EHC Black Wings Linz aus der österreichischen Erste Bank Eishockey Liga (EBEL) verpflichtete. Nach zwei Jahren in Linz wechselte der Stürmer im Sommer 2015 zu den Nottingham Panthers in die britische Elite Ice Hockey League (EIHL), wo er in den folgenden beiden Jahren die Playoffs der heimischen Liga und den IIHF Continental Cup gewann. Nach der Spielzeit 2016/17 beendete der 38-Jährige seine aktive Karriere.

## Spielweise
Moran galt als technisch versierter Center, dessen Qualitäten als Spielermacher insbesondere im Überzahlspiel zum Tragen kamen. Er trat gleichermaßen als Torjäger und Vorlagengeber auf, konnte sich jedoch aufgrund seiner läuferischen sowie körperlichen Defizite nicht in der National Hockey League (NHL) durchsetzen.

## Erfolge und Auszeichnungen
| - 1999 Ed-Chynoweth-Cup-Gewinn mit den Calgary Hitmen - 1999 WHL Playoff MVP - 1999 WHL East First All-Star Team - 1999 CHL Third All-Star Team - 2000 Bob Clarke Trophy - 2000 Four Broncos Memorial Trophy | - 2000 WHL East First All-Star Team - 2000 CHL Second All-Star Team - 2007 Teilnahme am AHL All-Star Classic - 2016 EIHL-Playoffgewinn mit den Nottingham Panthers - 2017 IIHF-Continental-Cup-Gewinn mit den Nottingham Panthers |

## Karrierestatistik
(Legende zur Spielerstatistik: Sp oder GP = absolvierte Spiele; T oder G = erzielte Tore; V oder A = erzielte Assists; Pkt oder Pts = erzielte Scorerpunkte; SM oder PIM = erhaltene Strafminuten; +/− = Plus/Minus-Bilanz; PP = erzielte Überzahltore; SH = erzielte Unterzahltore; GW = erzielte Siegtore; 1 Play-downs/Relegation; Kursiv: Statistik nicht vollständig)